# Michael Rünz
Michael Rünz (* 29. Dezember 1986 in Koblenz) ist ein ehemaliger deutscher Triathlet und Ironman-Sieger (2014).

## Werdegang
Michael Rünz war seit 2011 als Triathlet aktiv.
Im Oktober 2013 startete er beim Ironman Hawaii erstmals auf der Langdistanz und belegte als neunter Deutscher den 40. Rang.

### Triathlon-Profi seit 2014
Der als laufstark bekannte Michael Rünz startete seit 2014 als Triathlon-Profi. Er machte 2014 mit einem siebten Platz bei der Challenge Roth und seinem Sieg beim Ironman Japan auf sich aufmerksam.
2019 wurde er zum zweiten Mal nach 2011 Dritter auf der olympischen Distanz im Mittelmosel Triathlon (1,5 km Schwimmen in der Mosel, 40 km Radfahren und 10 km Laufen).
Michael Rünz studiert Pharmazie in Wien. Er startet für den Verein Pro-Team Mohrenwirt.
Seit 2019 tritt Rünz nicht mehr international in Erscheinung.

## Sportliche Erfolge
| Datum/Jahr    | Rang | Wettbewerb                       | Austragungsort | Zeit     | Bemerkung                                             |
| ------------- | ---- | -------------------------------- | -------------- | -------- | ----------------------------------------------------- |
| 23. Juni 2019 | 3    | Mittelmosel Triathlon            | Zell (Mosel)   | 02:06:45 |                                                       |
| 28. Aug. 2016 | 5    | Ironman 70.3 Zell am See-Kaprun  | Zell am See    | 04:14:42 |                                                       |
| 27. Feb. 2015 | 30   | Challenge Dubai                  | Dubai          | 04:00:45 | beim ersten Rennen der „Challenge Triple-Crown-Serie“ |
| 11. Aug. 2013 | 23   | Ironman 70.3 Germany             | Wiesbaden      | 04:21:39 |                                                       |
| 11. Sep. 2011 | 54   | Ironman 70.3 World Championships | Henderson      | 04:26:45 | Weltmeisterschaft auf der Mitteldistanz               |
| 11. Aug. 2011 |      | Ironman 70.3 Germany             | Wiesbaden      | 04:29:34 |                                                       |
| 3. Juli 2011  | 3    | Mittelmosel Triathlon            | Zell (Mosel)   | 02:04:59 | [ 4 ]                                                 |
| 22. Mai 2011  | 32   | Ironman 70.3 Austria             | St. Pölten     | 04:22:32 |                                                       |
| 15. Aug. 2010 | 39   | Ironman 70.3 Germany             | Wiesbaden      | 04:45:06 | [ 5 ]                                                 |

| Datum/Jahr    | Rang | Wettbewerb                                       | Austragungsort | Zeit     | Bemerkung                                                                    |
| ------------- | ---- | ------------------------------------------------ | -------------- | -------- | ---------------------------------------------------------------------------- |
| 15. Apr. 2018 | 12   | Ironman South Africa                             | Port Elizabeth | 08:38:20 | schnellste Marathonzeit des Tages mit 2:48:18 h                              |
| 24. Sep. 2016 | 5    | Ironman Mallorca                                 | Alcúdia        | 08:39:37 |                                                                              |
| 12. Juni 2016 | 9    | Ironman Cairns                                   | Cairns         | 08:49:00 | [ 6 ]                                                                        |
| 14. Mai 2016  | 14   | Ironman Texas                                    | The Woodlands  | 07:42:50 | Austragung des Rennens auf verkürztem Radkurs (94 statt 112 Meilen)          |
| 29. März 2015 | 14   | Ironman South Africa                             | Port Elizabeth | 08:57:42 |                                                                              |
| 24. Aug. 2014 | 1    | Ironman Japan                                    | Tōyako         | 08:53:40 |                                                                              |
| 8. Juli 2014  | 3    | DTU Deutsche Meisterschaft Triathlon Langdistanz | Roth           | 08:23:44 | als Siebter beim Challenge Roth                                              |
| 12. Okt. 2013 | 40   | Ironman Hawaii                                   | Kailua-Kona    | 08:55:17 | Vierter in der Altersklasse M25-29 beim ersten Start auf der Ironman-Distanz |
| 12. März 2011 | 21   | Abu Dhabi International Triathlon                | Abu Dhabi      | 07:28:16 | 1. Rang in der Altersgruppe 20-24                                            |